# Hypothermia (película)
Hypothermia es una película de horror del 2010 escrita y dirigida por James Felix McKenney.

## Sinopsis
La trama se centra en dos familias que deciden ir en temporada de pesca a pasar unos buenos días de descanso, pero sus vidas pueden llegar a cambiar completamente, cuando descubren que algo vive en las heladas aguas del lago Noyade. Algo monstruoso y enorme.

## Elenco
- Michael Rooker es Ray Pelletier.
- Greg Finley es Stevie Cote Jr.
- Blanche Baker es Hellen Pelletier.
- Amy Chang es Gina.
- Don Wood es Steve Cote.
- Asa Liebmann es Hombre del Lago.
- Benjamin Hugh Abel Forster es David Pelletier.

## Producción
La línea de dirección de los estudios de Dark Sky Films y Glass Eye Pix que están trabajando en la producción está el director James Felix McKenney. Michael Rooker, Blanche Baker, Greg Finley, Don Wood y Amy Chang tocan las rolas del film. La película fue rodada en Mayfield, Nueva York en el Gran Lago Sacandaga y finalizó en marzo del 2010 en Nueva York. 

## Estreno
La premier del estudio de Dark Sky Films fue el 30 de octubre de 2010.